# اي ام اس دي Ariadna
اي ام اس دي Ariadna هو أول  متصفح ويب استخدم في روسيا. تم تطويره وبرمجته من قبل مبرمج الأنظمة (AMSD) في أوائل عام 1994.

## التطوير
لنشر الإنترنت في روسيا، بدأت شركة AMSD في عام 1995 بتطوير وبرمجت متصفح ويب. تم اصداره في عام 1995 ليشتغل على نظام التشغيل Windows 95 وWindows NT.
لم يكن المتصفح مفتوح المصدر، على الرغم من الجودة العالية، فشلو في جعل المتصفح رائد في السوق ليتم إنهاءه بعد بضع سنوات في وقت لاحق.

## الميزات
كونه متصفح رائد انداك، Ariadna إلى أنه لديه وظائف محدودة مقارنة بمتصفحات اليوم. تتضمن بعض الميزات:
- دعم HTML 3.2
- دعم PNG ، [2] بما في ذلك الشفافية (ولكن ليس كما صور الخلفية)
- دعم محدود ل Java (فقط JDK 1.02)
- دعم البريد الإلكتروني ومربع نص
- قاموس 50,000 الكلمة الإنجليزية-الروسية [3]
- تصفية البيانات

Ariadna لا يدعم الرسوم المتحركة Gif أو جافا سكريبت.